# Dicranoptycha harpyia
Dicranoptycha harpyia is een tweevleugelige uit de familie steltmuggen (Limoniidae). De soort komt voor in het Neotropisch gebied.